# José Antonio Dorado
José Antonio Dorado Ramírez (Cordova, 10 luglio 1982) è un ex calciatore spagnolo, di ruolo difensore.

## Carriera
Ha debuttato in massima serie con la maglia del Betis nella stagione 2011-2012.